# Borgo Vercelli
Borgo Vercelli là một đô thị ở tỉnh Vercelli trong vùng Piedmont thuộc Ý, có cự ly khoảng 70 km về phía đông bắc của Torino và khoảng 7 km về phía đông bắc của Vercelli. Tại thời điểm ngày 31 tháng 12 năm 2004, đô thị này có dân số 2.173 người và diện tích là 19,4 km².
Borgo Vercelli giáp các đô thị: Casalino, Casalvolone, Vercelli, Villata, và Vinzaglio.